# Château d'Arconcey
Le château d'Arconcey est situé à Arconcey (Côte-d'Or) en Bourgogne-Franche-Comté.

## Localisation
Le château est situé au centre du village.

## Historique
En 1364, la forteresse d'Arconcey est menacée par une bande de mercenaires. En 1381, le duc de Bourgogne Philippe II le Hardi donne procuration à Gui de la Trimoulle, son chambellan, pour acheter en son nom château et terre d'Arconcey.
En 1458, un procès du Parlement atteste que le château a été divisé entre Jacques de Villers, seigneur d'Arconcey, et ses frères, partage confirmé en 1524.
En 1660, François de Sercey, seigneur d'Arconcey, y tient deux maisons seigneuriales et le château. Celui-ci, dont il ne reste plus qu'une tour, est rebâti en 1696. Alors que deux bâtiments en sont encore visibles sur le cadastre de 1840, il est reconstruit dans la deuxième moitié du XVIIIe siècle par la famille de Jaucourt[réf. souhaitée].

## Architecture
Du château du XVIIe siècle ne subsistent que les dépendances agricoles, loties en plusieurs parcelles et remaniées au XIXe siècle. À leur extrémité nord-est se trouve le château récent, situé en bordure de route. Il se compose d'un rez-de-chaussée et d'un étage desservi par un escalier en bois. La façade antérieure à six travées est surmontée par quatre lucarnes à ailerons et le toit à croupes est couvert de tuiles plates[réf. souhaitée].